# Övragyl
Övragyl är en sjö i Karlshamns kommun i Blekinge och ingår i Mörrumsåns huvudavrinningsområde.